# 일산화 질소
일산화 질소(一酸化窒素, 영어: nitric oxide) 또는 산화 질소(酸化窒素)는 질소와 산소로 이루어진 화합물이다. 분자식은 NO이다.

## 성질
상온에서 무색의 기체로 존재한다. 녹는점은 -161 °C, 끓는점은 -151 °C이다. 임계 온도는 -92.9 °C, 임계 압력은 64.6atm이다. 분자의 구조는 선형인데, 질소 원자와 산소 원자 사이의 결합길이는 1.151Å으로 이중 결합일 때의 기대값과 삼중 결합일 때의 기대값의 중간이다.
분자에 전자가 홀수개로 존재하는 몇 안 되는 화합물 중 하나이다. 액체 상태에서는 이합체의 형성이 일어나며, 고체 상태에서는 대부분이 이합체의 형태로 존재하나 기체 상태에서는 분자는 단독으로 존재한다. 전자의 개수가 홀수이기 때문에 전자를 얻거나 잃는 경향이 강하여 NO+, NO-과 같은 이온을 형성하기 쉽다.
화학적으로 매우 반응성이 큰 물질로, 산화되어 이산화질소로 되기 쉽다. 산소가 존재할 경우 이들과 반응하여 이산화 질소가 된다. 700 °C로 가열하면 다음과 같이 분해가 시작되어 1200 °C까지 가열될 경우 60%가 분해된다.
2NO → N2 + O2
4NO → 2 N2O + O2
일산화 질소가 관련된 반응 중 대표적인 것은 다음과 같다.
- 크롬산, 과망간산, 차아염소산 등에 의해서 산화된다.
- 이산화 황과 반응하여 삼산화 황과 질소를 생성한다.
- 중성 염화크로뮴 용액에 의해 암모니아로, 산성 염화크로뮴, 염화주석 용액에 의해서 하이드라진으로 환원된다.
- 금속 염과 반응하여 니트로실 화합물을 만든다.
- 황산철과 반응하여 갈색의 황산철 니트로실(Fe(NO)SO4)을 생성한다. 이 반응은 질산염과 아질산염의 검출에 사용된다.
- 진한 황산과 반응하여 황산 수소 니트로실((NO)HSO4)를 생성한다.

## 제법
일산화질소는 주로 다음과 같은 방법으로 제작한다.
- 진한 질산을 비스무트, 구리, 납, 수은 등으로 환원시킨다.
- 질소와 산소의 혼합 기체를 고온에서 반응시킨다.
- 암모니아를 백금 촉매와 산소의 존재 하에 가열시켜 얻는다.

## 생체 내에서의 작용
- 일산화질소는 체내에서 국부적인 조절인자 및 신경전달물질로 작용할 수 있다. 혈중 산소 농도가 떨어지면 혈관 벽의 내피세포는 산화질소 합성효소를 통해 일산화 질소를 생산한다.

- 일산화 질소는 주변의 근육세포에 작용하여 근육을 이완시키는 효소를 활성화시켜 혈관을 확장시키는 효과가 있다. 혈관이 확장된 결과 조직에 산소가 원활하게 공급될 수 있게 된다. 그 후 일산화질소는 작용한 지 몇 초 지나지 않아 분해된다.[7]

## 안전성
증기는 기도를 강하게 자극한다. 눈과 목에 자극, 가슴의 긴장, 두통, 구역질, 점차적인 무력함이 일어날 수 있다. 심각한 증상은 몇시간 후에도 일어날 수 있으며 청색증, 호흡 곤란, 불규칙한 호흡, 나른함이 있을 수 있다. 치료받지 않는 경우 폐수종으로 인하여 결과적으로 사망할 수 있다.
피부 조직과 눈을 심하게 자극한다.

## 참고 문헌
- Campbell, N. A. et al., Biology, 8th edition, San Francisco: Pearson Benjamin Cummings, 2007.
- Parker, S. P. et al., McGraw-Hill encyclopedia of chemistry, New York: McGraw-Hill, 1993.
- 化學大辭典編集委員會 편, 성용길, 김창홍 역, 《화학대사전》, 서울: 世和, 2001.
- https://web.archive.org/web/20061020030521/http://www.vngas.com/pdf/g60.pdf